# Мышца, отводящая мизинец
Мышца, отводящая мизинец (лат. Musculus abductor digiti minimi) — мышца кисти.
Занимает самое медиальное расположение из всех мышц кисти, располагаясь непосредственно под кожей и частично под короткой ладонной мышцей. Начинается от гороховидной кости, сухожилия локтевого сгибателя запястья и удерживателя сгибателей. Прикрепляется к локтевому краю проксимальной фаланги мизинца.

## Функция
Отводит мизинец.